# Opius aureliae
Opius aureliae är en stekelart som beskrevs av Fischer 1957. Opius aureliae ingår i släktet Opius och familjen bracksteklar. Inga underarter finns listade i Catalogue of Life.